# Sparganium fallax
Sparganium fallax är en kaveldunsväxtart som beskrevs av Karl Otto Robert Peter Paul Graebner. Sparganium fallax ingår i släktet igelknoppar, och familjen kaveldunsväxter. Inga underarter finns listade i Catalogue of Life.